# Королевский Северный колледж музыки
Королевский Северный колледж музыки (англ. Royal Northern College of Music) — британская консерватория, расположенная в Манчестере. Образована в 1973 году в результате объединения Королевского Манчестерского колледжа музыки, созданного в 1893 году Чарльзом Халле, и Северной школы музыки, существовавшей с 1920 года; годом основания колледжа считается 1893-й.
По состоянию на 2007 год в колледже училось 696 студентов, на их долю приходилось 265 преподавателей.
Среди заметных страниц в истории колледжа — формирование в середине 1950-х гг. группой его студентов, в которую входили, в частности, Харрисон Бёртуистл, Питер Максвелл Дэвис и Джон Огдон, авангардно настроенного объединения «Новая музыка Манчестера» и создание в 1972 года четырьмя студентами-струнниками Квартета имени Бродского.

## Известные преподаватели
- Вильгельм Бакхауз
- Адольф Бродский
- Ральф Киршбаум
- Джон Уильямс
- Петр Эбен
- Джулиус Дрейк

## Известные студенты
- Харрисон Бёртуистл
- Наум Блиндер
- Александр Гёр
- Питер Максвелл Дэвис
- Питер Донохоу
- Стивен Кумс
- Джон Огдон
- Майкл Томас
- Стивен Хаф
- Генри Херфорд (англ. Henry Herford), шотландский оперный певец.